# Kirby-le-Soken
 (avril 2023).
Pour les articles homonymes, voir Kirby.
Kirby-le-Soken est un village et une ancienne paroisse civile de l'Essex, en Angleterre.

## Société
Personnalités
- Horace Cooper Wrinch (1866-1939), médecin et homme politique canadien en Colombie-Britannique.
- Mary E. Wrinch (en) (1877-1969), artiste-peintre canadienne